# 恋人岛礁
恋人岛礁（英語：Lovers' Isle）是位于马来西亚槟城州槟岛北部海岸旁的一座岛礁。

## 历史
恋人岛礁处于乔治市峇都丁宜的海岸外。16世纪，第一批来至欧洲的航海员就是首先登入这个无人居住的岛屿，然后才陆续前往槟城其他地带。

## 名称由来
小岛曾经被命名为Batu Ferringhi。马来语“Batu Ferringhi”指的是葡萄牙人的石岛。马来语的“Ferringhi”一词是来自阿拉伯语的，指的是法蘭克人。法蘭克人指的是葡萄牙人的后裔。今日乔治市的热门景点峇都丁宜就是以这个岛屿的原名命名的。小岛后来改名为恋人岛礁。新的名称来自当地的一个传说，当时有一对不同种族的恋人由于无法结婚而在这个岛礁自杀。如今，不少恋人经常在低潮的时候到访此岛礁，认为会有好姻缘。